# Лэйси Эванс
Мейси Эстрелла-Кадлек (англ. Macey Estrella-Kadlec девичье Эванс (Evans), род. 24 марта 1990, Пэрри-Айленд, Южная Каролина) — американская женщина-рестлер. Наиболее известна по своей карьере в WWE с 2016 по 2023 год, где она выступала под именем Лэйси Эванс.
Первоначально познакомилась с реслингом, служа офицером военной полиции в морской пехоте, Эванс начала свою карьеру и обучалась на независимой сцене. Начала работать WWE на их территории в центре развития NXT, в 2016 году и участвовала в первом женском турнире Mae Young Classic. После вражды с Кайри Сейн на NXT, Эванс дебютировала на Raw в декабре 2018 года, вступив в вражду с Бекки Линч, которая завершилась смешанным командным матчем на главном событии Extreme Rules (2019).

## Ранняя жизнь
Эстрелла-Кадлек родилась 24 марта 1990 года в Джорджии (штат США) в семье Мейси Эванс. По данным ESPN, она была «воспитана в доме, раздираемом депрессией, наркоманией и алкоголизмом», и время от времени ей приходилось жить в палатках, пока она росла из-за юридических проблем своих родителей. Её отец лелеял мысли о том, чтобы стать рестлером, но бездействовал, умер от передозировки наркотиков, прежде чем она получила трай-аут в WWE.

## Военная карьера
Эстрелла-Кадлек — ветеран морской пехоты, служащая офицером военной полиции в составе специальной группы реагирования. Она поступила на военную службу в возрасте 19 лет и прослужила пять лет, получив степень бакалавра и начав строительный бизнес, находясь на действительной службе. Она познакомилась с профессиональным реслингом во время службы в морской пехоте через штаб-сержанта, который продвигал независимые шоу в части. Он пригласил её на шоу и записал ей реслинг с ним в главном событии второго шоу, которое она присутствовала.

## Карьера в рестлинге

### Независимая сцена (2014—2015)
Эстрелла-Кадлек тренировалась под руководством Тома Кайаццо в тренировочном центре American Premier Wrestling в Стейтсборо, штат Джорджия. Дебютировав в промоушене в 2014 году, позже выиграла мировое чемпионство в тяжелом весе в компании.

### WWE

#### NXT (2016—2019)
12 апреля 2016 года Эстрелла-Кадлек подписала контракт с WWE. Дебютировала в компании на хаус-шоу 20 октября в баттл-роялле, которую выиграла Эмбер Мун. Спустя три месяца, в пребывании на NXT, Эванс объединилась с Сарой Бриджес в командном матче, который они проиграли команде Билли Кей и Пейтон Ройс. В 2017 году Эстрелле был присвоен рингнейм Лейси Эванс, которое по случайному совпадению совпадает с девичьей фамилией её сестры. Её использовали в основном в качестве джоббера для различных конкурентов. В июле Эванс приняла участие в первом турнире Mae Young Classic, победив Тайнару Конти в первом раунде, но проиграла Тони Шторм во втором раунде.
На эпизоде NXT от 17 января 2018 года Эванс утвердилась в качестве хила, когда она пожаловалась генеральному менеджеру NXT Уильяму Ригалу за то, что он позволил «низшим формам общественного мусора», таким как Никки Кросс, Эмбер Мун и Кайри Сейн, конкурировать в женском дивизионе. В апреле Эванс была помещена в свой первый фьюд с Сэйном, так как они обменялись победами и атаковали друг друга в течение следующих нескольких недель В конце концов Эванс проиграла Сэйн на эпизоде NXT от 6 июня, что положило конец их вражде. В течение всего остального года Эванс начала победную серию, победив таких, как Дакота Кай и Кэндис ЛиРей. В декабре она участвовала в четырёхстороннем фатальном матче, чтобы определить претендента номер один за женское чемпионство NXT, однако матч выиграла Бьянка Белэр.

#### Дебют в основном ростере (2019—2021)
На эпизоде Raw от 17 декабря 2018 года Эванс была объявлена одним из шести рестлеров NXT, которые собираются перейти в основной ростер. 7 января 2019 года она проиграла Наталье в темном матче на записях Main Event и совершила свой официальный дебют в основном росторе на Royal Rumble (2019) 27 января. Войдя в женский матч Royal Rumble под номером 1 и продержалась более 29 минут, устранив IIconics (Билли Кей и Пейтон Ройс), прежде чем её устранила Шарлотт Флэр. После этого Эванс неоднократно появлялась на Raw, SmackDown и pay-per-views, чтобы прервать различные сегменты и матчи, выйдя на сцену, помахав толпе и уйти.
Вскоре после WrestleMania 35 Эванс была переведена на бренд Raw в рамках встряски суперзвёзд WWE 2019 года и помещена свой первый фьюд в основном ростере, поскольку она постоянно атакует чемпионку Raw и SmackDown Бекки Линч. Это привело к титульному матчу между ними за женское чемпионство Raw 19 мая, на pay-per-view Money in the Bank (2019), где Эванс проиграла Линч через болевой. Через несколько минут Эванс помогла Шарлотте Флер выиграть у Линч женское чемпионство SmackDown, когда она ударила её своим финишером, Право Женщины (Women’s Right), и позволила ей воспользоваться преимуществом атаки. На протяжении всей середины 2019 года Эванс продолжала враждовать с Линч и преследовать её за женское чемпионство Raw. На Stomping Grounds она снова проиграла Линч, и в мейн-эвенте Барон Корбин была выбрана специальным судьёй за Вселенское чемпионство из-за того, что Роллинс встречается с Линч. Эванс и Корбин в последнем шансе бросили вызов Линч и Роллинсу за их действующие титулы победитель берет все смешанном командном матче на Extreme Rules (2019), где они не смогли выиграть матч после того, как Роллинс удержал Корбина, тем самым положив конец её вражде с Бекки Линч.
11 октября Эванс была задрафтована на SmackDown в рамках драфта WWE 2019 года. На PPW Crown Jewel Эванс и Наталья стали женщинами-рестлерами, которые выступали в Саудовской Аравии, где Эванс проиграла. После этого обе женщины обнялись, cломав кейфеб, чтобы впитать в себя свой исторический момент. На эпизоде SmackDown 29 ноября Эванс возмутилась тем, что Саша Бэнкс и Бэйли оскорбили ростер SmackDown, особенно женщин, за то, что они проиграли команде NXT на Survivor Series. После обмена оскорблениями Эванс ударила Бэнкс Право Женщины (Women’s Right) и покинула ринг, таким образом стала фэйсом впервые с начала 2017 года.
На WrestleMania 36 Эванс участвовала в пяти-стороннем матче на выбывании за женское чемпионство SmackDown. Эванс проиграла матч после того, как был удержана Бейли после вмешательства Саши Бэнкс.
На Friday Night SmackDown эпизоде 24 апреля 2020 года Эванс участвовала в отборочном матче Money in the Bank за возможность участвовать в женском Money in the Bank матче на PPV 10 мая. Эванс выиграла матч после того, как ударил Бэнкс правой рукой (в то время как она сжимала веер с фотографией своей дочери на нем в руке) и удержала её, заработав место в матче. На эпизоде SmackDown от 10 июля Эванс напала на Наоми после того, как она проиграла ей конкурс караоке, тем самым снова хилтернулась. В рамках проекта Draft 2020 года в октябре Эванс была переведена на бренд Raw.

#### Альянс с Риком Флэром (2021)
На эпизоде Raw от 4 января 2021 года Эванс начала сюжетную линию с Риком Флэром, когда она во время матча флиртовала с Флэром против Женских Командных чемпионок Шарлотты Флэр и Аски. В течение следующих недель Флер был менеджером Эванс, обычно отвлекая его дочь Шарлотту, включая участие в Женской Королевской Битве. 15 февраля было объявлено о реальной беременности Эванс и включенную в сюжетную линию в эпизоде Raw той же ночи, в котором Флэр подразумевается как отец. Эванс должна была встретиться с Аской за Чемпионство WWE Raw среди женщин на Elimination Chamber, но матч всё же отменили из-за её беременности.

#### Возвращение (2022—2023)
После более чем годичного отсутствия из-за беременности, она вернулась на эпизод SmackDown от 8 апреля 2022 года в качестве фейса, которая рефлексировала по поводу своего прошлого. Её новым слоганом стала фраза о том, что она, возможно, не лучше остальных, но и остальные ничем не лучше её. Лэйси заработала право на участие в заглавном женском матче на премиум-шоу Money in the Bank, однако победить не смогла.

## Личная жизнь
У Эстреллы-Кадлек и её мужа Альфонсо есть общая дочь по имени Саммер. Они живут на острове Пэррис, штат Южная Каролина. В настоящее время они ожидают своего второго ребёнка, о чём объявила Эстрелла-Кадлек на эпизоде Raw от 15 февраля 2021 года.

## Другие медиа
Эванс дебютировала в видеоигре как часть пакета загружаемых персонажей «Rising Stars» для WWE 2K19, а также как обычный игровой персонаж в WWE 2K20.

## Титулы и достижения
- American Premier Wrestling
  - Чемпионка Мира APW в тяжёлом весе (1 раз)
- Pro Wrestling Illustrated
  - PWI ставит её под № 23 из топ 100 женщин рестлеров в 2019 году[79].